# Bitwa pod Kesselsdorf

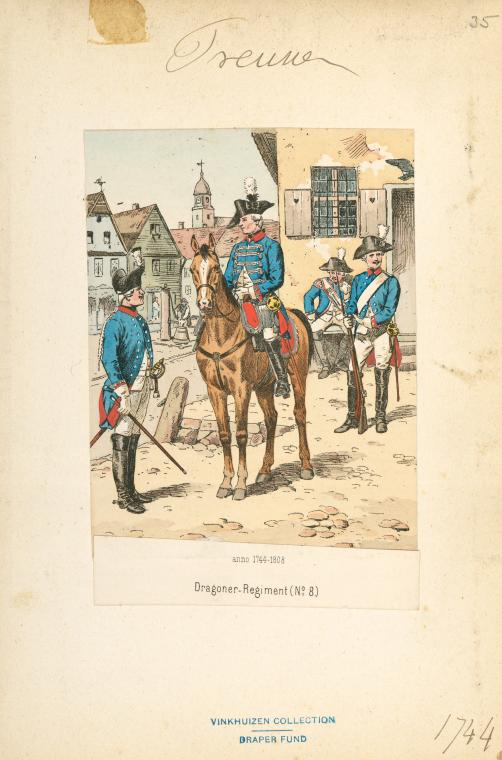
Pruscy dragoni (1745 r.)

Bitwa pod Kesselsdorf – starcie zbrojne, które miało miejsce 15 grudnia 1745 podczas drugiej wojny śląskiej w ramach szerszych zmagań wojny o sukcesję austriacką.
Po przegranych przez koalicję austriacko-saską bitwach pod Dobromierzem i Soor, król pruski Fryderyk II postanowił zaatakować wojska saskie (sprzymierzone z Austrią) na ich własnym terenie. W związku z tym nakazał armii Leopolda von Anhalt-Dessau wymarsz z Halle do Drezna. Wojska te liczyły 20 tysięcy ludzi, dla ich wzmocnienia Fryderyk wysłał dodatkowo 10 tysięcy żołnierzy. Ogółem siły pruskie składały się z 75 szwadronów kawalerii, 35 batalionów piechoty oraz 33 ciężkich dział.
W pobliżu Drezna pod Kesselsdorfem Prusacy natknęli się na zbliżoną liczebnie (31-32-tysięczną) armię saską (39 batalionów piechoty, 58 szwadronów kawalerii oraz 51 dział lekkich i 42 ciężkich) pod dowództwem naturalnego syna Augusta II, Fryderyka Augusta von Rutowskiego. Sprzymierzeni z Sasami Austriacy pod dowództwem ks. Karola Lotaryńskiego w sile 18 tys. ludzi nie wzięli udziału w bitwie.
Bój rozpoczęli Prusacy, dokonując po 14:00 ataku na obsadzony przez wojska saskie Kesselsdorf. Dobrze przygotowani do obrony Sasi odrzucili na pozycje wyjściowe trzy bataliony grenadierów i osobisty pułk piechoty ks. Anhalt-Dessau, zadając im przy tym ciężkie straty. Dalszy pościg spowodował konieczność wstrzymania ognia przez saskie baterie w Kesselsdorf, które nie mogły kontynuować ostrzału, aby nie razić swoich oddziałów.
Sytuację tę wykorzystali Prusacy, rzucając do walki swoją kawalerię, która już wcześniej na prawym skrzydle wyparła z pola bitwy kawalerię saską. Równocześnie pruska piechota uderzyła na prawe skrzydło i centrum Sasów, którzy również i tam zostali rozbici, wskutek czego w nieładzie zaczęli wycofywać się w stronę Drezna. W odwrocie dotarli do Pirny, gdzie połączyli się z siłami austriackimi, po czym wspólnie wycofano się do północnych Czech.
Prusacy po odniesionym zwycięstwie również wyruszyli w kierunku Drezna, które zdobyli 17 grudnia. Tego samego dnia na polu bitwy zjawił się Fryderyk II.
Według najbardziej prawdopodobnych danych, Prusacy stracili około 5 tysięcy zabitych, w tym 135 oficerów. Sasi stracili natomiast 3750 zabitych i rannych, a 7 tys. dostało się do niewoli. W wyniku starcia znacznie ucierpiały wsie w rejonie pola walki: według sprawozdania z 21 września 1746 koszt szkód wyrządzonych w Kesselsdorf wyniósł 21.840 talarów, w Pennrich 10.036 talarów i 4.391 talarów w Zöllmen. Kesselsdorf ucierpiał najbardziej: niektóre domy spalono, a cały sprzęt rolniczy i gospodarczy oraz cały inwentarz żywy został zagarnięty przez zwycięzców.
Dziesięć dni po bitwie zawarto układ pokojowy, w którym Maria Teresa rezygnowała ze Śląska na rzecz Prus, a Saksonia zobowiązana została do zapłacenia milionowej kontrybucji.
Bitwa upamiętniona jest niewielkim pomnikiem z 1907 roku, znajdującym się nieopodal gospody w Kesselsdorfie. Ponadto w kościele znajduje się nagrobek saskiego pułkownika Franza Kaspara von Pirch, śmiertelnie rannego w bitwie.